# فيديريكو ماتياس فييرا
فيديريكو ماتياس فييرا (بالإسبانية: Federico Vieyra) مواليد 21 يوليو 1988 في بوينس آيرس، هو لاعب كرة يد أرجنتيني يلعب كظهير أيمن. يلعب حاليا مع أديمار ليون ويحمل الرقم 11. مثل منتخب الأرجنتين لكرة اليد. شارك في دورة الألعاب الأولمبية الصيفية سنة 2012. حقق المركز الأول في دورة الألعاب الأمريكية 2011.

## سجل المنافسة
شارك في البطولات التالية:
- بطولة العالم لكرة اليد للرجال 2015
- الألعاب الأولمبية الصيفية 2012
- الألعاب الأولمبية الصيفية 2016

## الميداليات
| الميدالية | المسابقة                    |
| --------- | --------------------------- |
| ذهبية     | دورة الألعاب الأمريكية 2011 |
| فضية      | دورة الألعاب الأمريكية 2015 |

## روابط خارجية
- فيديريكو ماتياس فييرا على موقع أوليمبيديا (الإنجليزية)
- فيديريكو ماتياس فييرا على موقع اللجنة الأولمبية الأرجنتينية (الإسبانية)